# Ludovic Sylvestre
Ludovic Sylvestre (* 5. února 1984 Le Blanc-Mesnil, Francie) je bývalý francouzský fotbalový záložník, který naposledy hrál za francouzský tým Red Star FC. Po konci kariéry se stal sportovním ředitelem tohoto klubu.

## Klubová kariéra
Fotbalově vyrůstal ve francouzském Štrasburku. V lednu 2005 přestoupil do FC Barcelony. Tam se však příliš neprosadil a hrál většinou jen za B-tým třetí nejvyšší španělskou ligu. Za A tým Barcy nastoupil dvakrát na konci sezóny 2005/06, a tak i jemu tedy patří titul španělského mistra. V létě 2006 se na doporučení Ivana Haška objevil na testech v pražské Spartě. Trenéru Grigovi se zalíbil, a tak do klubu, kde nosil na dresu číslo 17, přestoupil. Byl to hráč tmavé pleti, což vyvolalo obavy z chování sparťanského publika. To svým rasistickým hučením přineslo Spartě v sezóně 2005/2006 trest od UEFA. Obavy však během prvních zápasů vzaly za své. Sylvestre si svou atraktivní hrou naklonil sparťanské publikum a to jeho výkony oceňovalo potleskem ve stoje a vyvoláváním jeho jména.
V zimě 2008 odešel na půlroční hostování do Viktorie Plzeň a hned při svém debutu v novém dresu vstřelil svůj první gól v české lize. V novém dresu se prosadil do základní sestavy a stal se jednou z opor týmu.
Po vypršení hostování se Ludovic vrátil do Sparty. Ovšem o jeho služby projevil zájem klub FK Mladá Boleslav, s nímž se nakonec dohodl na 4leté smlouvě.
V Mladé Boleslavi se stal nejlépe placeným hráčem. V roce 2010 o něj projevil zájem nováček anglické nejvyšší soutěže Blackpool. Mladá Boleslav Sylvestreho uvolnila za 18 milionů Kč.[zdroj?]

## Klubové statistiky
Aktuální ke konci sezóny 2008/09
| Sezona | Klub                      | Země      | Soutěž             | Zápasy | Góly |
| ------ | ------------------------- | --------- | ------------------ | ------ | ---- |
| 01/02  | EA Guingamp               | Francie   | Ligue 1            | 0      | 0    |
| 02/03  | RC Strasbourg             | Francie   | Ligue 1            | 0      | 0    |
| 03/04  | RC Strasbourg             | Francie   | Ligue 1            | 0      | 0    |
| 04/05  | FC Barcelona B            | Španělsko | Segunda División B | 15     | 0    |
| 05/06  | FC Barcelona B            | Španělsko | Tercera División   | 5      | 0    |
|        | FC Barcelona              | Španělsko | La Liga            | 2      | 0    |
| 06/07  | AC Sparta Praha           | Česko     | 1. liga            | 19     | 0    |
| 07/08  | AC Sparta Praha           | Česko     | 1. liga            | 6      | 0    |
|        | FC Viktoria Plzeň (host.) | Česko     | 1. liga            | 14     | 3    |
| 08/09  | FK Mladá Boleslav         | Česko     | 1. liga            | 30     | 4    |
| 09/10  | FK Mladá Boleslav         | Česko     | 1. liga            | 27     | 7    |
| 10/11  | Blackpool FC              | Anglie    | Premier League     | 8      | 0    |